# Inmigración italiana en República Dominicana

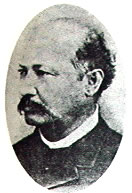
Francisco Billini, presidente de la República Dominicana, cuyos antepasados eran de Ravenna (Italia)

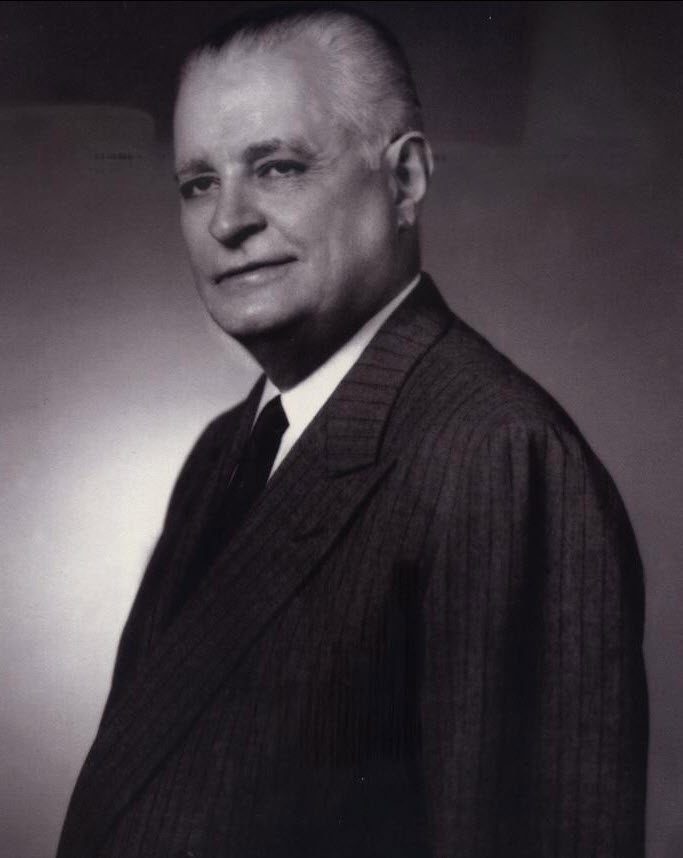
El empresario y diplomático italiano Amadeo Barletta

Los Italianos en la República Dominicana son los ciudadanos italianos residentes en la República Dominicana y -genéricamente- los descendientes de la migración de Italia hacia esta nación caribeña desde los siglos de la colonia española.

## Historia
Fueron muy pocos los italianos que se trasladaron a vivir en Santo Domingo (como era llamada entonces la República Dominicana) en los primeros siglos después del descubrimiento de América en 1492. Prácticamente uno pocos religiosos (junto con algunos aventureros y comerciantes) constituyeron el núcleo central de esta muy pequeña migración italiana, hasta mediados del siglo XIX. Principales apellidos italianos en la República Dominicana son: Porcella, Soderini, Cambiaso, Vicini, Bonetti, Billini, Barletta, Moreta, Maggiolo, Menicucci, Luciano, Segarelli, Bono, Caffaro, Cocco, Giudicelli, Figari, entre otros. 
Juan Soderini fue un empresario azucarero florentino, italiano radicado en República Dominicana para el siglo XVI.  Natural de Toscana, Florencia, Italia, fallece en Santo Domingo República Dominicana.  Hijo de Luys Soderini y Simonetta de Gualterotti. Poseyó propiedades en Santo Domingo, Azua y Neyba:    Casa en Calle Las Damas, Ingenio de Santa Bárbara, una Estancia en la Villa de Azua, Trapiche la Magdalena en Azua, un hato de vacas en Azua,  y dos hatos de vacas en Neyba. Casado con Isabel de Las Varas hija de Alonso Hernández de las Varas y Francisca del Castillo.  Padre de Francisca y Juan Luis Soderini de las Varas.   Sepultado en 1556 junto a su suegro en el Monasterio del Señor Santo Dgo.
Los años turbulentos de la época de la independencia dominicana vieron inclusive a un Presidente dominicano cuyos antepasados llegaron de Ravenna, Francisco Gregorio Billini. En efecto Billini fue Presidente de la República entre 1884 y 1885, renunciando tras negarse a limitar la libertad de imprenta.
A principios del siglo XX la industria azucarera produjo bastante riqueza en la isla y atrajo algunos centenares de italianos que se residenciaron especialmente en la capital Santo Domingo y sus alrededores, como La Romana. Muchos se enriquecieron, pero tuvieron que enfrentar vejaciones y chantajes económicos por parte de la oligarquía dominicana.
Con la nación dominicana en continua crisis política, Francia, Alemania, Italia y los Países Bajos amenazaron con enviar en 1905 buques de guerra a Santo Domingo para presionar el pago de deudas en reclamo de sus compatriotas. También con el fin de anticiparse a la posible intervención militar de estas naciones, el presidente estadounidense Theodore Roosevelt introdujo el Corolario Roosevelt a la Doctrina Monroe, y sucesivamente los marines ocuparon la República Dominicana en 1916. Esto prácticamente puso fin a la pequeña emigración desde Italia. 
La primera motorización en la República Dominicana fue favorecida por el italiano Amedeo Barletta, quien llegó en 1920 y fundó la General Motors de Dominicana: llegó a tener tanta importancia (también en la producción de tabaco) al punto de crear problemas diplomáticos entre Italia y el dictador Trujillo (por un presunto tentativo de asesinato del dictador dominicano, que lo obligó a irse en 1939 a Cuba aunque era "Cónsul honorario" de Italia).
Algunas familias de italianos lograron imponerse en algunas zonas agrícolas, como el área de La Romana: ahí la familia Vicini dominó la producción y exportación de azúcar en la primera mitad del siglo XX y desde los años sesenta han promovido el turismo mundial hacia la famosa "Casa de campo".
Pero después de la caída de Trujillo en 1961, se ha originado una peculiar emigración de "pensionados" italianos que en número de casi 15.000 han venido a vivir (en muchos casos en los meses invernales) en el área de La Romana (principalmente en "Casa de Campo" y alrededores).
En efecto en 2002 había más de 3200 italianos residenciados oficialmente en la nación caribeña, especialmente en Boca Chica, Santiago de los Caballeros, La Romana y en la capital Santo Domingo. Luigi Favero calcula que los dominicanos con ascendencia italiana sean casi 10.000 en el 2010.
Actualmente 120 000 turistas italianos visitan la isla anualmente y dan ocupación a muchos de los casi 9000 italianos que trabajan temporáneamente en la isla durante el invierno en la local industria turística.

## Personas destacadas
- Bartolomé Costa

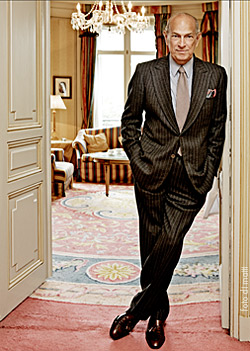
El modista Óscar de la Renta Fiallo desciende por vía materna de italianos

- Giovanni Battista Cambiaso, de origen genovés, acreditado como ‘almirante’ fundador de la Marina de Guerra Dominicana (Juan Bautista Cambiaso)
- Luigi Cambiaso (Luis Cambiaso) Cónsul de la República de Génova
- Juan Cambiaso, descendiente directo de Almirante Giovanni Battista (Juan Bautista) Cambiaso, meteorólogo.
- Francisco Gregorio Billini, escritor y Presidente de la República (1884-1885).
- Pedro Francisco Bonó, sociólogo y senador de la República.
- Niní Cáffaro, cantante
- Miguel Cocco, empresario y político.
- Óscar de la Renta Fiallo empresario y modista de renombre mundial
- Johnny Alfredo Jones Luciano, ingeniero y político.
- Paul Giudicelli, pintor
- Dulcita Lieggi, actriz, modelo, y Miss República Dominicana Universo 2012.
- Arturo Pellerano Alfau, periodista.
- Francesca Segarelli, tenista
- Marcio Veloz Maggiolo, escritor y antropólogo.
- Juan y José María Vicini, empresarios.
- Juan Bautista Vicini Burgos, empresario y presidente de la República.
- Familia Marranzini